# Teilermaschine

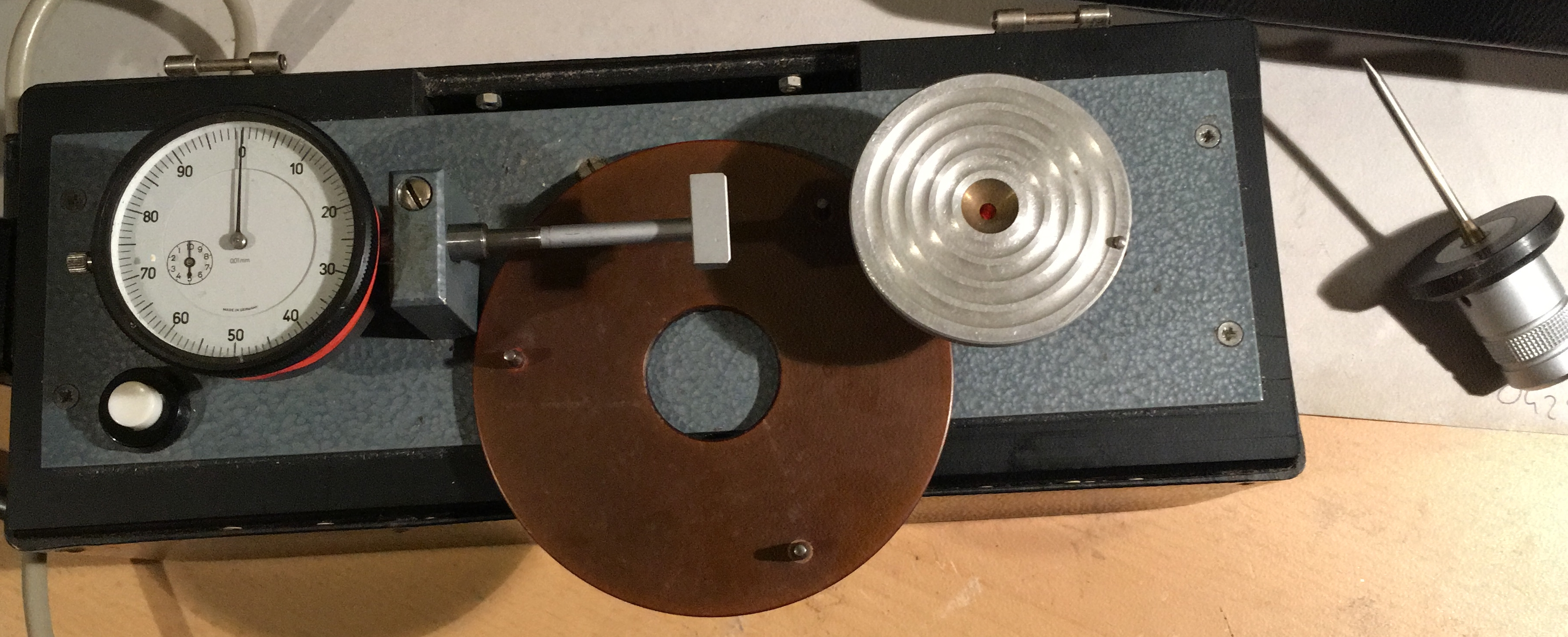
Teilermaschine Wakra E9 mit elektrischem Antrieb.

Eine Teilermaschine ist eine Vorrichtung zur Bestimmung der Entfernung zwischen Schussloch und Schießscheibenmittelpunkt. Die jeweils auf die Scheibe abgestimmte Teilermaschine ermöglicht durch die genaue Auswertung eine Platzierung der Schützen bei ansonsten gleicher Ringzahl.
Teilermaschinen werden bei Schießwettbewerben besonderer Wichtigkeit und für besondere Qualifikationen verwendet, weil einerseits sehr gute Schützen antreten und andererseits entscheidende Treffer oft sehr dicht beieinander liegen und mit freiem Auge nicht eindeutig zuzuordnen sind.
Ermittelt wird, wie weit ein Einschussloch vom „idealen Treffer“ (10 = maximale Punktzahl) entfernt auf der Scheibe eingeschlagen ist. 
Je größer die Abweichung vom Scheibenmittelpunkt (der „Teiler“), desto geringwertiger der Schuss.
Es sind Genauigkeiten bis zu 0,001 mm möglich. 
Voraussetzungen:
- Alle verwendeten Scheiben müssen maßhaltig und identisch in Maß und Aufdruck sein sowie für die Maschine geeignet sein.
- Auf eine Scheibe wird nur ein einziger Schuss abgegeben.
- Vor Beginn aller Messungen muss die Teilermaschine „genullt“ werden: Eine Prüfscheibe mit einem Loch, welches dem Teiler „0“ entspricht wird eingesetzt und die Anzeigeeinheit auf „0“ gesetzt.
- Beschossene Scheiben dürfen nur ein Mal auf der Teilermaschine vermessen werden. Wiederholtes Messen lässt Registerlochungen und Einschussloch „ausleiern“, was eine genaue Vermessung unmöglich machen würde.

Teilermaschinen können mechanisch (mit einer Messuhr) oder elektronisch arbeiten.